# 徐復儀
徐復儀（？—1646年），字亦如，號漢官，浙江紹興府上虞縣人，明朝、南明政治人物。

## 生平
徐復儀是徐惟賢的孫子，於崇禎十五年（1642年）中式浙江鄉試第二十三名舉人，次年（1643年）聯捷進士，授行人司行人。
甲申之變後，安宗即位，徐復儀上疏：「恥辱未報仇，逆賊未擒拿，梓宮未歸還，國殤未撫恤，太子、二王未歸還，應該義戰，不應利戰；應該力戰，不應舌戰；應該公戰，不應私戰。」沒有回應。之後他改任刑部廣西司主事，轉員外郎，懲治逆臣罪行，有能幹聲譽；又和林志遠分別到雲南、貴州主持鄉試，但未到達當地南京已經失守；雖然當時局勢動盪，他依然為考生舉行賓興之禮。同時他也夜訪沐天波，令其佈置兵衛鎮撫，少數民族不敢放肆；監國魯王召用他為御史，未有赴任。
隆武二年（1646年）徐復儀到福京謁見隆武帝，升任檢討、編修，哭著婉拒晉官翰林學士；福京失守後穿著幅巾草鞋辭別父母妻妾，獨居山中背誦《離騷》，也曾在懸崖跳下，卻死不去。某天風雨昏暗間他哭著投谷自殺，眼睛還在張開，他的父親來到拿著屍首痛哭，於是他瞑目。

## 引用
1. 1 2  錢海岳《南明史·卷四十四·列傳第二十》：徐復儀，字漢臣，上虞人。崇禎十六年進士。授行人。安宗立，疏言：「大恥未雪，逆賊未禽，梓宮未還，國殤未䘏，太子、二王未復，宜義戰，毋利戰；宜力戰，毋舌戰；宜公戰，毋私戰。」不報。遷刑部廣西司主事，轉員外郎。按治逆臣罪，有能聲。與林志遠分典雲南、貴州鄉試。未至而南京亡，人心汹汹，復儀講賓興禮如故。夜訪沐天波，使陳兵衛鎮撫之，土夷遂不敢肆。魯王監國，召御史。未赴。
2. ↑  光緒《上虞縣志·卷四·選舉表》：崇禎十五年（舉人） 徐復儀 惟賢孫
3. ↑  《上虞縣志》：徐复仪，字漢官，崇禎癸未進士，家居聞京师陷，慟哭誓討賊。福王立南都，授刑部员外郎，案治逆臣罪，有能聲。出典雲南鄉試，未至而南都破，時人心汹汹，復儀講賓興禮如故。夜謁黔國公，使陳兵衛以鎮之，土夷遂不得逞。乙酉閏六月，唐王朱聿键在福州監國，起翰林院编修。丙辰八月，清軍下福建，復儀幅巾草履奏千里，歸辞父母妻妾，獨居山中，日誦離騷，或從危崖躍而下，一日風雨晝晦，慟哭投谷中死，目尚張。父承龍趨視，持其首哭之，乃瞑。乾隆四十一年赐謚節愍，祀忠義祠。
4. ↑  錢海岳《南明史·卷四十四·列傳第二十》：隆武二年，謁福京，擢簡討、編修。晉翰林學士，泣辭不許。福京亡，幅巾草履，歸辭父母妻妾，獨居蹲山中，日誦離騷。或從危崖聳身下，累不得死。一日風雨晝晦，慟哭，急投谷中死，目猶張。其父承寵趨視，持其首哭之，乃瞑。